# Bigelowina phalangium
Bigelowina phalangium — вид ротоногих ракоподібних родини Nannosquillidae. 

## Поширення
Вид поширений вздовж узбережжя Австралії. Мешкає у припливній зоні на глибині до 10 м.

## Опис
Максимальна довжина — 9.4 cm.